# Samson i Dalila (miniserial)
Samson i Dalila (Sansão e Dalila) – brazylijski serial telewizyjny z 2011 roku. Serial jest opartą na Biblii opowieścią o izraelskim bohaterze Samsonie oraz Dalili, która wydała go w ręce wrogów.

## Obsada
| Ator              | Personagem |
| ----------------- | ---------- |
| Fernando Pavão    | Samson     |
| Mel Lisboa        | Dalila     |
| Thais Fersoza     | Samara     |
| Rafaela Mandelli  | Ieda       |
| Milhem Cortaz     | Abbas      |
| Marcelo Escorel   | Inárus     |
| Rogério Fróes     | Aliã       |
| Roberto Pirillo   | Simas      |
| Claudio Gabriel   | Héber      |
| Lu Grimaldi       | Zilá       |
| Juliana Lohmann   | Judi       |
| Miguel Thiré      | Faruk      |
| Karen Junqueira   | Tais       |
| Luiza Curvo       | Myra       |
| Leandro Léo       | Cário      |
| Emilio Dantas     | Aron       |
| Noemi Gerbelli    | Ama        |
| Ittala Nandi      | Zaira      |
| Nina de Pádua     | Agar       |
| João Vitti        | Mensageiro |
| Roberto Frota     | Manoá      |
| Valéria Alencar   | Hannah     |
| Livia Rossy       | Ayla       |
| Luli Miller       | Jana       |
| Joana Balaguer    | Yunet      |
| Cássio Ramos      | Alexis     |
| Camilo Bevilacqua | Rudiju     |
| Felipe Cardoso    | Jidafe     |
| Luiz Nicolau      | Bak        |
| Rodrigo Costa     | Gadi       |